# تصوف مسيحي

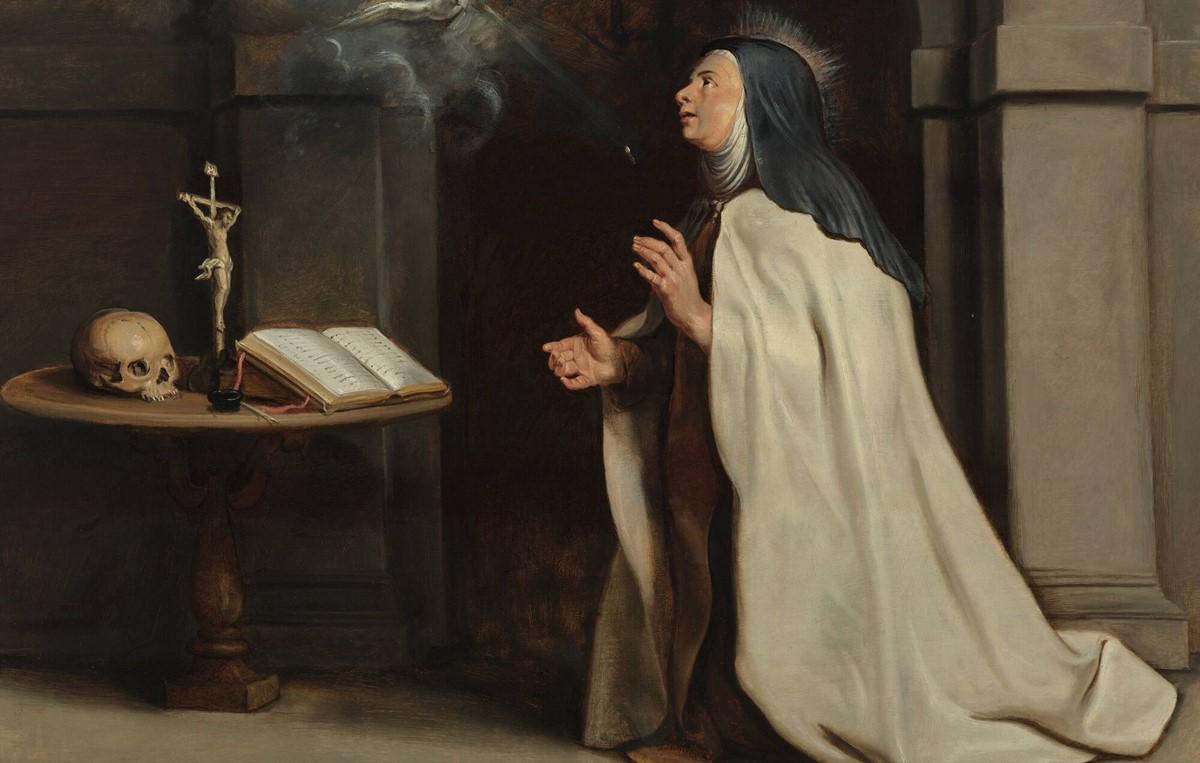
ظهور الروح القدس للقديسة تيريزا من أفيلا، بريشة بيتر بول روبنس.

التصوف المسيحي يشير إلى تطور الممارسات والنظريات الصوفية داخل المسيحية. كثيرًا ما كان متصلًا مع اللاهوت التصوفي، وخاصًة في التقاليد الكاثوليكية والأرثوذكسية الشرقية. السمات والوسائل التي يتم دراسة التصوف المسيحي فيه تمارس عن طريق مجموعة متنوعة من الرؤى ومنتشي اتحاد الروح الصوفية مع الله مع التأمل من الكتاب المقدس (أي القراءة الإلهية). تتناول هذه المقالة ممارسة الحياة الداخلية والروحية داخل التقاليد المسيحية.
يعود التصوف المسيحي إلى القرون الميلادية الخمسة الأولى، عندما ظهرت مجموعة من الروحانيين المسيحيين ذكرهم التاريخ المسيحي بعد ذلك على أنهم معلمو اللاهوت الروحي وهم أوريغانوس، وأنطونيوس، وباسيليوس الكبير، وغريغوريوس أسقف نيصص، وغريغوريوس الثيؤلوغوس، وأمبروز وأوغسطينوس. هؤلاء السبعة هم أصحاب أغلب نصوص العبادة اللاهوتية والشروحات الروحية، وهم أول من بدأ التصوف المسيحي من خلال القراءة الروحية والتأويل الرمزي والمجازي للنص المقدس.
شهدت العصور الوسطى ازدهارًا للتصوف المسيحي والتنظير الموافق له رافقه ازدهار الرهبانيات الجديدة في العالم المسيحي، مع شخصيات بارزة مثل هايدغارد بنجين وبرنارد من كليرفو، تطوّر في العصور الوسطى التصوف الألماني بشكل خاص على يد الدومينيكان تتوج مع اللاهوت التصوفي ومن أبرز منظريه ميستر إكهرت. في عصر النهضة خلال الإصلاح الكاثوليكي أو الإحياء الكاثوليكي ازدهر التصوف الإسباني رافقه كتابات حول التصوف المسيحي، وتعتبر هذه الفترة عصر النهضة الأدبية للتصوف في التقاليد والثقافة الكاثوليكية. أبرز أعلام هذه الفترة القديسة تريزا الأفيلية، القديس يوحنا الصليب وفرنسيس بورجيا وإغناطيوس دي لويولا. كما وتعد أديرة جبل آثوس من مراكز التصوف المسيحي الشرقي.

## المعالم والطقوس
للتصوف المسيحي أربعة معالم رئيسية أولها التركيز على جوهر العبادة لا على شكلها، مع توجيه القلب لله وحده؛ وثانياً مركزية شخص المسيح كطريق يأتي من الله ليحمل الإنسان إليه ولا ينطلق من الإنسان ليتحرك ناحية الله؛ ثالثاً، محورية لاهوت الخلاص إذ تبدأ منه الروحانية، ورابعاً وأخيراً، ممارسة العبادة بفرح بسبب حضور المسيح بنفسه وسط العابدين كقائد وموجه لهم. ولا تختلف ممارسات الصوفية المسيحية كثيراً عن ممارسات الصوفية الإسلامية إذ إنها عبارة عن إبداع حبي لله وتعبير عن هذا الحب بكل الطرق والوسائل بداية من التعبير بالشعر، أو بحركات الجسد أو من خلال استخدام الموسيقى، على أن يكون هذا التعبير تحت إشراف شيخ متقدم وهو، في المسيحية، شخص له خبرات واسعة في التصوّف ويقود الصوفيين ويعلمهم الزهد في العالم، والاتكال على الله والصبر له. وتكون الخلوات التعبدية بالصوم والمجاهدة الطوعية تقرباً لله، وجميعها ممارسات ذكرت في كتب الصوفية وتناقلتها الأجيال المسيحية عبر العصور. تنقسم الصوفية المسيحية إلى مدرستين غربية وشرقية، ويضيف أن الثانية منهما تتميّز عن الأولى بابتعادها عن أية بهجة دنيوية أكانت بهجة الحب أو بهجة الجنس أو المال وغيرها، كما تدعو إلى الزهد في الدنيا والتفرغ فقط لحب الله، ويأتي على رأس رواد هذه المدرسة متى المسكين.
في التصوف المسيحي يتم التواصل المباشر لله مع الإنسان، حسبما أعلن الوحي في المسيحية عن تجسد الله وظهوره كإنسان أو اتحاده بالإنسان، وفي التصوف المسيحي، يتم التواصل بين الإنسان والله عبر «الكلمة المتجسد» كعنصر التجلي الظاهر للباطن الإلهي المنزّه عن التواصل بذاته حسب علم اللاهوت المسيحي. ومن أشكال التصوف المسيحي «العبادة الحبية» والذي يتمثل بإبداعات الشعر والموسيقى في التصوف المسيحي، يشكّل في المسيحية بشكل عام «فقه العبادة الأكبر»، وهو متجذّر في طريقة العبادة عند المسيحيين الذين نرى في طقوسهم التسبيح والترنيم بالشعر واللحن بمصاحبة الحركات الطقسية، وعند الحركات الروحية الحرة يضاف الرقص، كما عند الأرثوذكس في إثيوبيا. ويلتقي التصوف المسيحي من نواحٍ أخرى بنظيره الإسلامي في الإبداع الإنساني الأدبي والفني والفكري.

## مدارس التصوف

### التصوف الإسباني

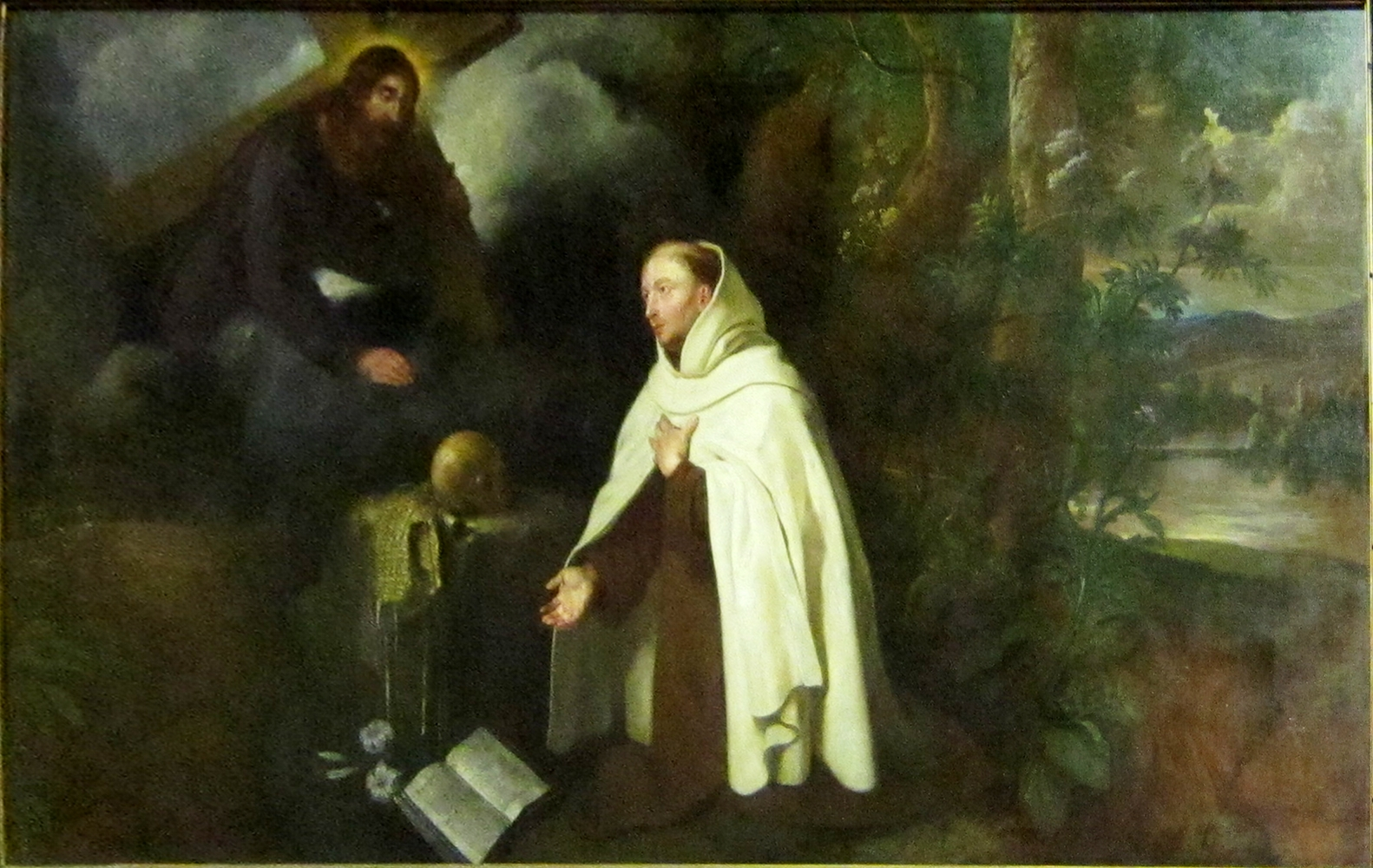
لوحة تصور يوحنا الصليب، يُعَد كل من شِعره ودراساته عن نضج الروح أفضل ما كُتِب في الأدب الإسباني التصوفي وإحدى قمم الأدب الإسباني إجمالاً.

إزدهر التصوف الإسباني مع حركة الإصلاح الكاثوليكي في القرن السادس عشر والقرن السابع عشر في إسبانيا؛ وتعتبر هذه الفترة عصر النهضة الأدبية للتصوف في التقاليد والثقافة الكاثوليكية. وكان الهدف من هذه الحركة إصلاح الكنيسة هيكليًا وتجديد الكنيسة روحيًا. حاول الصوفيون الإسبان للتعبير عن أفكارهم عن طريق مجموعة متنوعة من الرؤى والكتابات والتأمل الروحي من الكتاب المقدس (أي القراءة الإلهية).
كان لهؤلاء الكتّاب تأثير قوي على تطور اللغة الإسبانية خصوصًا في «العصر الذهبي للأدب الإسبانية». في بداية الفترة الأولى للعصر الذهبي الإسباني، كان ينظر إلى هذه المؤلفات باعتبارها خشنة اللغة. لكن بحلول نهاية العصر الذهبي الإسباني، حققت لغة التصوف الإسباني إلى ما يسمى «بأسلوب الباروك العالي الإسباني»، ولا يزال تأثير التصوف الإسباني في بعض أشكال الأدب الإسباني حتى الوقت الحاضر. تعد مؤلفات التصوف الإسباني أبرز أمثلة من للأدب الإسباني الديني، إذ كان كتاب التصوف الإسباني من الشخصيات المسيحية الأدبية الرئيسية، كما لعب الصوفيون الإسبان أيضًا أدورًا مهمة حركة الإصلاح الكاثوليكي. ألهمت كتاباتهم السعي في سبيل الله بدلاً من الالتزام بقانون القرون الوسطى، أدى إلى تأسيس أو إصلاح الجماعات الدينية.

### المدرسة الفرنسية للروحانية
المدرسة الفرنسية للروحانيّة (بالفرنسيّة: École française de spiritualité) هي تيار تصوفي ذات تأثير عبادي روحاني رئيسي داخل الكنيسة الكاثوليكية من منتصف القرن السابع عشر حتى منتصف القرن العشرين ليس فقط في فرنسا بل في جميع أنحاء الكنيسة الكاثوليكية في معظم أنحاء العالم. تطورت ثمار هذه المدرسة نتيجة الإصلاح الكاثوليكية مثل التصوف الإسباني واليسوعيون، وتركز مدرسة الروحانية الفرنسية على الحياة التعبدية وعلى تجربة شخصية مع يسوع والسعي من أجل القداسة الشخصية. وكان لهذه الحركة في الروحانية الكاثوليكية العديد من الشخصيات الهامة على مر القرون، أبرزهم مؤسسها، الكاردينال بيير دي بيروللي (1575-1629).

## التراث الثقافي
في المسيحية تراث كبير من التصوف. ومن الكتب التي توضحه وتشرحه «خلاصة التصوف المسيحي» للكاتب أدولف تنكره الصادر عام 1956، و«بحث في اللاهوت الصوفي لكنيسة الشرق» لفلاديمير لوسكي، و«الرؤية الأرثوذكسية للإنسان/ الأنثروبولوجيا الصوفية» لعدنان الطرابلسي، و«مقاربات في التصوف» لتيريزا الأفيلية، و«الرياضات الروحية» للأب فاضل سيداروس اليسوعي، و«النشيد الروحي» للقديس يوحنا الصليب الملقب بـ«أمير التصوف المسيحي» نظراً لدوره الكبير في إثراء التصوف المسيحي بكلماته ومؤلفاته. وأيضاً هناك «المعرفة الباطنية في الأرثوذكسية الشرقية» لبوريس مورافييف، و«إنجيل يوحنا/ قراءة صوفية» لمظهر الملوحي، و«حياة الصلاة الأرثوذكسية» للأب متى المسكين وهو كتاب يجمع بين اللاهوت النسكي الرهباني والتصوف الروحاني العام، و«موسوعة التصوف» لجون فرغسون، وتذكر هذه الموسوعة كل أعلام التصوف المسيحي، وتؤرخ لأهم الحركات والكتابات فيه.